# Ceropsilopa coquilletti
Ceropsilopa coquilletti är en tvåvingeart som beskrevs av Cresson 1922. Ceropsilopa coquilletti ingår i släktet Ceropsilopa och familjen vattenflugor. Inga underarter finns listade i Catalogue of Life.